# Streuobstroute im Nassauer Land

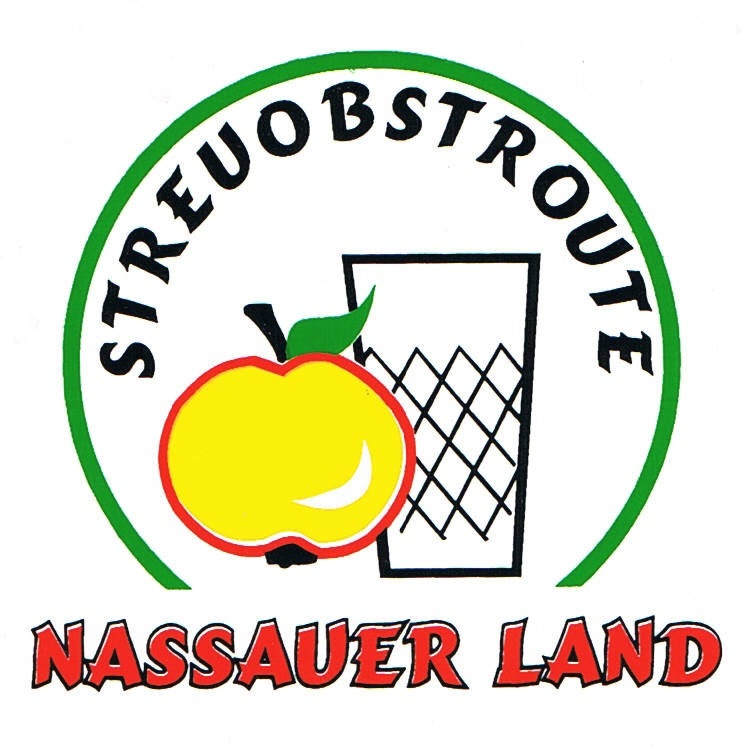
Wegzeichen

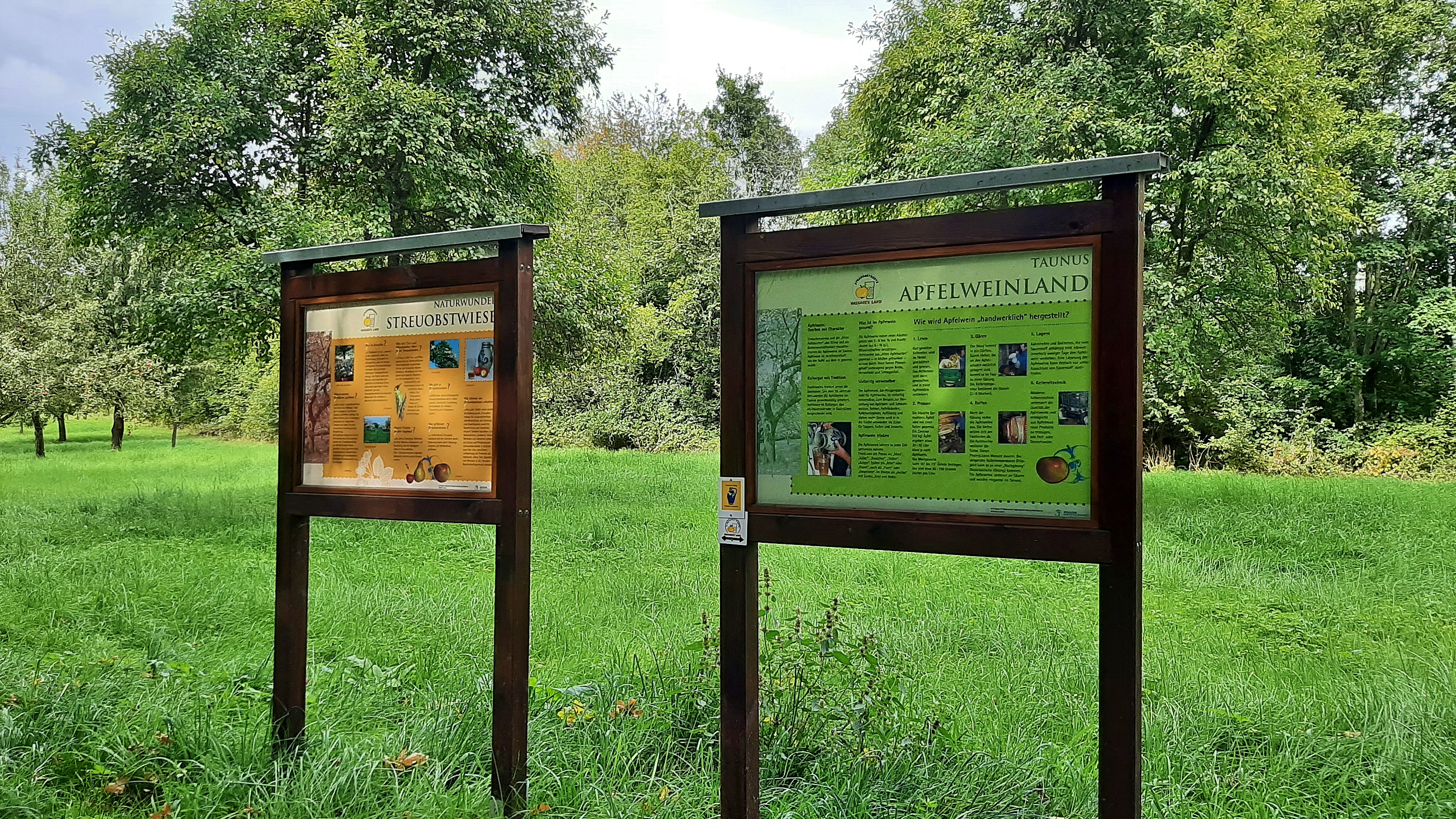
Info-Tafeln bei Oberseelbach

Die Streuobstroute im Nassauer Land ist ein Netz von Wander- und Radwegen in Hessen und Rheinland-Pfalz.
Ungefähr 600 Kilometer Wegenetz sind im Bereich der Landeshauptstadt Wiesbaden, des Rheingau-Taunus-Kreises, des Landkreises Limburg-Weilburg und des Rhein-Lahn-Kreises zwischen Rhein und Lahn ausgeschildert. Die Pflege und Weiterentwicklung der Route erfolgt durch gemeinnützige Vereine, sogenannte Streuobstkreise. Zusätzlich fördern die Streuobstkreise themenbezogene, dauerhafte Aktivitäten und Stationen rund um die Kultur des Streuobstes, die Erhaltung der Kulturlandschaft und die Vermarktung regionaler Produkte. Insgesamt sieben veröffentlichte Rad- und Wanderkarten können bei den Streuobstkreisen bezogen werden.

## Aktivitäten
Neben zahlreichen Thementafeln entlang der Route ist ein mit 176 Sorten bestückter, über drei Hektar großer Sortengarten bei Wiesbaden-Medenbach und die Hochzeitswiese bei Niedernhausen-Oberseelbach hervorzuheben.

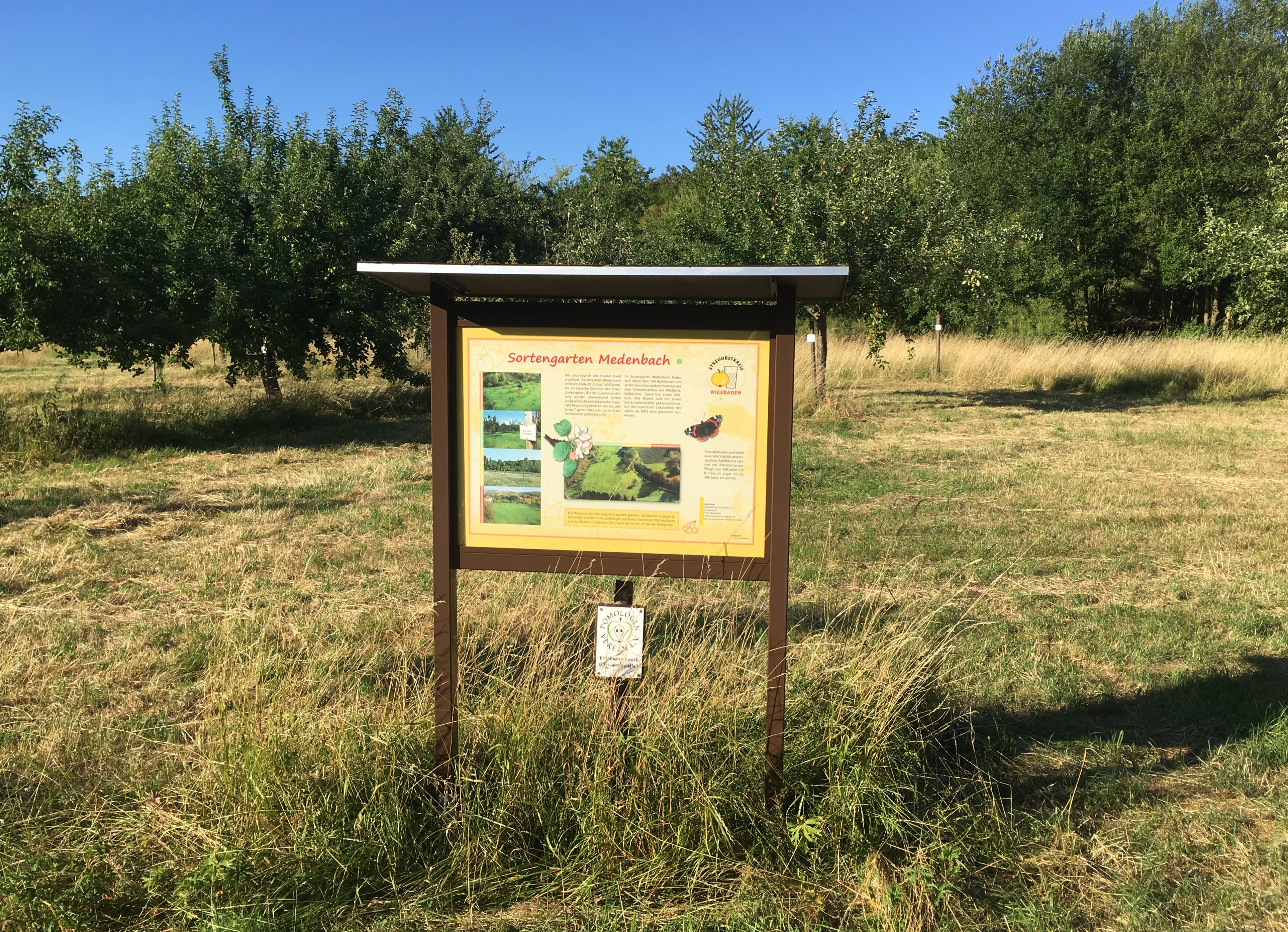
Informationstafel im Sortengarten Medenbach

Die Streuobstkreise veranstalten über das Jahr zahlreiche Veranstaltungen wie Obstbaumschnittkurse, Kelterseminare, Apfelweinproben, Führungen, Projektwochen für Schulen und Sortenausstellungen.

## Nachweis
1. ↑  Äppelpress 6/2013 bei «streuobstroute-nassauer-land.de».